# 格蘭居探案
《格蘭居探案》是柯南·道爾所著的福爾摩斯探案的56個短篇故事之一，收錄於《福爾摩斯歸來記》。

## 故事簡介
格蘭格發生了殘忍的兇殺案，惟一的證人又昏迷不醒，警方只好請福爾摩斯協助。不過當福爾摩斯到達後，該名證人已經昏醒，並指出兇手案由惡名昭彰的三人組大盜所為，警方就此結案。翌日，三人組大盜在美國落網，被發現無可能前一天在英國本土上犯案。福爾摩斯再次被邀請到案發現場調查，他憑著案發現場三隻酒杯和一條斷了的麻繩，揭穿了兇殺案是一位水手所作的。